# BattleBots
BattleBots là một loạt phim truyền hình robot chiến đấu của Mỹ. Các đội cạnh tranh thiết kế và vận hành các máy móc vũ trang và bọc thép điều khiển từ xa được thiết kế để chiến đấu trong một giải đấu chiến đấu loại nhau trên một đấu trường. Trong năm mùa, BattleBots được phát sóng trên American Comedy Central và được Bil Dwyer, Sean Salisbury và Tim Green tổ chức sản xuất. Mùa đầu tiên của được công chiếu trên Comedy Central vào ngày 23 tháng 8 năm 2000, và mùa thứ năm và cuối cùng của nó kết thúc vào ngày 21 tháng 12 năm 2002.
Một loạt chương trình hồi sinh gồm sáu tập được công chiếu trên ABC vào ngày 21 tháng 6 năm 2015, để đánh giá và xếp hạng chung. Ngoài ra, ABC đã gia hạn BattleBots cho mùa thứ bảy, được công chiếu vào ngày 23 tháng 6 năm 2016.
Vào tháng 2 năm 2018, Discovery Channel và Science đã chọn chương trình này để sản xuất cho mùa thứ tám của BattleBots, bắt đầu phát sóng vào ngày 11 tháng 5 năm 2018. BattleBots mùa thứ chín được công chiếu trên Discovery Channel vào ngày 7 tháng 6 năm 2019.

## Lịch sử
BattleBots là một chương trình rẽ nhánh của phiên bản gốc của Robot Wars, đứa con tinh thần của Marc Thorpe. Robot Wars có được sự hỗ trợ tài chính từ Sm:)e, một công ty thu âm ở New York. Quan hệ đối tác của Thorpe / Sm:) đã chia tay vào năm 1997, bắt đầu nhiều năm tranh chấp pháp lý giữa Thorpe và Profile Records (công ty truyền thông trước đây của Sm:)e). Profile cấp phép Robot Wars cho một công ty sản xuất ở Anh và Robot Wars đã hoạt động được 7 năm với tư cách là một chương trình truyền hình nổi tiếng ở Anh, trước khi được hồi sinh vào năm 2016.
Các nhà chế tạo robot còn lại ở San Francisco đã thành lập BattleBots, Inc. và bắt đầu một loạt các cuộc thi. Lần đầu tiên được tổ chức tại Long Beach, California vào tháng 8 năm 1999 và phát trực tuyến, thu hút 40.000 người xem. Lenny Stucker, một nhà sản xuất truyền hình nổi tiếng với công việc truyền hình về quyền Anh chuyên nghiệp, đã tham dự và tỏ ra thích thú với việc tham gia vào BattleBots, tin rằng khái niệm robot chiến đấu là ấn tượng và tỏ ra quan tâm đến công nghệ. Stucker đã thay đổi định dạng và cách trình bày của cuộc thi để làm cho nó phù hợp hơn với truyền hình, bao gồm các yếu tố gợi nhớ đến quyền anh (như góc đấu màu đỏ và xanh) và chuyển sang định dạng loại trừ trực tiếp. Các nhà sáng tạo đã cố gắng bán cuộc thi dưới dạng phim truyền hình cho các đài truyền hình như CBS, NBC, HBO và Showtime nhưng họ không hiểu được khái niệm của chương trình hoặc coi trọng nó. Một sự kiện thi đấu thứ hai đã được tổ chức dưới dạng trả tiền theo lượt xem ở Las Vegas vào năm 1999; và đến lượt PPV, được sử dụng như một chương trình chạy thử để trình diễn lại chương trình, với tỷ lệ thành công cao hơn.